# Аль (квартал Парижа)

Кварталы I округа Парижа

Аль (фр. Quartier des Halles) — 2-й административный квартал I округа Парижа. Расположен в самом центре французской столицы на правом берегу Сены. Название происходит от Центрального продовольственного рынка Ле-Аль, располагавшегося здесь до начала 1970-х годов. Сегодня на его месте парк с аллеями и детскими площадками, а также подземный коммерческий центр «Форум-де-Аль» (Le Forum des Halles) из четырёх уровней, бассейн с оранжереей тропических растений, кинотеатры, детская библиотека, музыкальная школа-консерватория. Ещё ниже под землёй находится железнодорожная станция RER «Шатле — Ле-Аль» (Châtelet — Les Halles) — самый большой подземный вокзал в мире, позволяющий быстро добраться до центра города из любой точки парижского региона, с пассажиропотоком 800 000 чел. в день. Площадь — 10 га, это первый пешеходный квартал Европы.

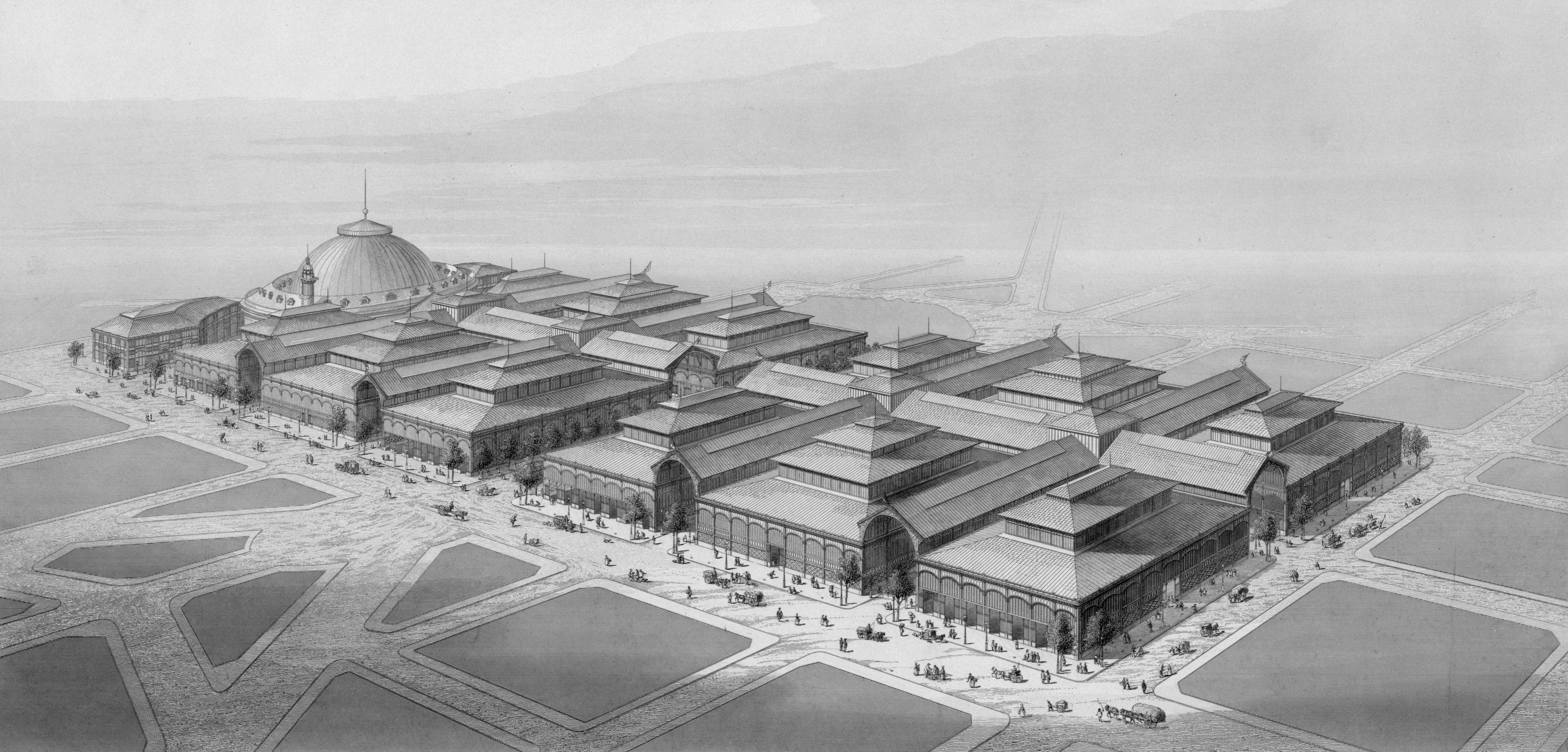
Центральный парижский рынок Ле-Аль в 1863 году

## История
Бывшая болотистая местность, место возделываемых огородов и полей вокруг Кладбища Невинных. В 1137 году, в эпоху создания нового пригорода Парижа — Бо-Бура (Beau Bourg — Красивый город), — король Людовик VI распоряжается о переносе сюда рынка Шампо (Champeaux), который, обосновавшись в Бо-Буре, на протяжении веков продолжал разрастаться.
В 1854 году архитектор Виктор Бальтар возводит новые здания крытых рынков из металла и стекла (les halles). С лёгкой руки Эмиля Золя рынок был прозван «чревом Парижа».
До 1960-х годов жизнь в квартале кипела, не прекращаясь ни днём ни ночью. В 1960-е годы возникла явная необходимость вынести Центральный рынок за пределы города по разным причинам, в первую очередь, санитарным и транспортным, что и было сделано в 1972 году: здания крытых рынков были разобраны. Два из них были перенесены в города Ножан-сюр-Марн и Иокогама (Япония).
Идея возведения парка на месте Центрального рынка не нравилась президенту Жоржу Помпиду, боявшемуся, что тысячи хиппи обоснуются в центральном парке, но на ней настоял тогдашний мэр столицы Жак Ширак, который и довёл проект до конца. При этом Ширак отказался от услуг испанца Рикардо Бофиля, выигравшего конкурс на проектирование нового квартала.

## Аль в культуре
Парижский центральный квартал не мог не оставить след в культуре. Роман «Чрево Парижа» Эмиля Золя 1873 года, французские музыкальный водевиль «Нежная Ирма» 1956 года и одноименный телефильм 1972 года, а также оскароносный фильм Билли Уайлдера «Нежная Ирма» 1962 года с Джеком Леммоном и Ширли Маклейн отразили и сохранили бурную жизнь Ле-Аль. Даже котлован на месте строительства вокзала и торгового центра Ле-Аль был использован: в фильме-притче «Не трогай белую женщину» с Катрин Денёв и Марчелло Мастрояни 1974 года и фильме Романа Полански «Жилец» 1976 года.